# Limnophora atrifrons
Limnophora atrifrons este o specie de muște din genul Limnophora, familia Muscidae, descrisă de Stein în anul 1920. Conform Catalogue of Life specia Limnophora atrifrons nu are subspecii cunoscute.